# Roundup ready
Si dicono Roundup ready (trad. pronto per il Roundup, abbreviato RR) quelle colture geneticamente modificate al fine di tollerare erbicidi a base di glifosato.
Si tratta di un marchio registrato dalla multinazionale Monsanto il cui nome (Roundup) deriva da quello commerciale del principio attivo distribuito dalla stessa Monsanto; la prima coltura RR è stata la soia, seguita da altre come cotone, mais, colza. 
I vantaggi delle colture Roundup ready consistono essenzialmente in un controllo delle piante infestanti assai semplificato, che non sarebbe possibile in colture tradizionali, basato solo sul diserbo chimico con glifosato anche in "copertura" (cioè in presenza della vegetazione della coltura, che per l'appunto è resa tollerante all'erbicida grazie all'inserimento di un transgene).
In una conduzione agricola di questo tipo si ha la riduzione nell'uso dei prodotti fitosanitari di pre-emergenza, i più pericolosi dal punto di vista ambientale, in favore di quelli di post-emergenza come appunto il glifosato. Ai possibili vantaggi ambientali legati al minor impiego di alcuni fitofarmaci vengono contrapposte le preoccupazioni legate all'inserzione di un transgene su una specie di interesse agrario, argomento di contestazione comune a tutti gli OGM. 
La soia Roundup Ready è in assoluto il prodotto transgenico maggiormente coltivato nel mondo, rappresentando l'87% della soia coltivata negli Stati Uniti, e il 60% a livello globale (nel 2005). Recentemente è stata sviluppata la seconda generazione di soia Roundup Ready, che associa al gene per la resistenza agli erbicidi una produttività del 4-7% superiore alle altre varietà.
Tuttavia il principio base secondo molti studiosi sarebbe pericoloso per l'uomo e per gli animali che si nutrono di mangimi a base di soia e altri mangimi trattati con il Glifosato in relazione alla possibilità che quest'ultimo residui nei prodotti alimentari. La reale pericolosità del Glifosato è oggetto di accesi dibattiti.